# Sommer-Paralympics 2008
Die XIII. Sommer-Paralympics wurden vom 6. bis 17. September 2008 in der chinesischen Hauptstadt Peking ausgetragen. Die Paralympics sind die Olympischen Spiele für Menschen mit körperlicher Behinderung und fanden im Anschluss an die Olympischen Sommerspiele 2008 statt.
Der Austragungsort wurde am 13. Juli 2001 von den Mitgliedern des Internationalen Olympischen Komitees (IOC) festgelegt. Der Vertrag der Austragungsländer mit dem IOC legt fest, dass die Paralympics denselben Austragungsort wie die Olympischen Spiele verwenden.
Es wurden etwa 4200 Athleten aus 148 Ländern erwartet, tatsächlich teilgenommen haben insgesamt 4124 Athleten aus 148 Ländern.
Das offizielle Maskottchen der Spiele war Fu Niu Lele.

## Wettkampfstätten
19 Wettkampfstätten, davon 17 in Peking, eine in Hongkong und eine in Qingdao, wurden für diese Sommer-Paralympics ausgewählt.
Neubauten in Peking
- Nationalstadion – Leichtathletik
- Nationales Hallenstadion – Rollstuhl-Basketball
- Nationales Schwimmzentrum – Schwimmen
- Peking-Universität – Tischtennis
- Landwirtschaftliche Universität Chinas – Sitzvolleyball
- Universität für Wissenschaft und Technik – Rollstuhl-Basketball, Rollstuhl-Rugby
- Schießhalle – Schießen
- Olympischer Ruder- und Kanupark Shunyi – Rudern

Bestehende Anlagen in Peking
- Universität für Luft- und Raumfahrt Peking – Powerlifting (Bankdrücken)
- Technische Universität – Goalball
- Laoshan-Mountainbikegelände – Radsport
- Arbeiterstadion – Judo

Temporäre Anlagen in Peking
- Olympic Green Messezentrum – Boccia, Rollstuhl-Fechten
- Olympic Green Bogenschießanlage – Bogenschießen
- Olympic Green Hockeyanlage – Fußball (5er Teams), Fußball (7er Teams)
- Olympic Green Tenniszentrum – Rollstuhl-Tennis
- Reservoir bei den Ming-Gräbern – Radsport

Anlagen außerhalb Pekings
- Reitsportzentrum Hongkong – Reiten
- Internationales Segelzentrum Qingdao – Segeln

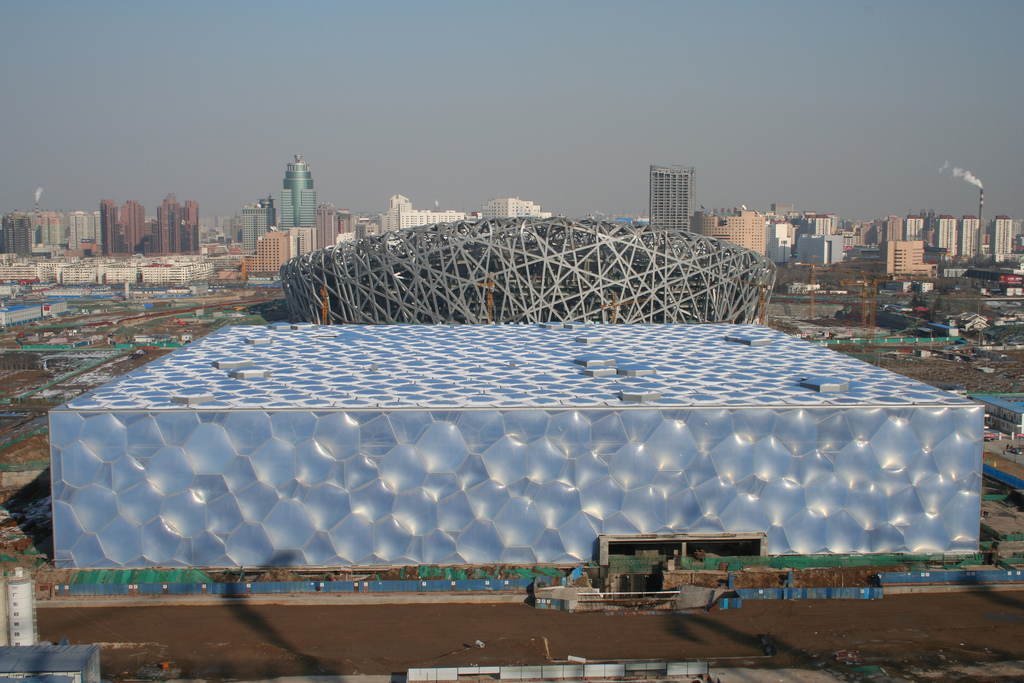
Nationales Schwimmzentrum
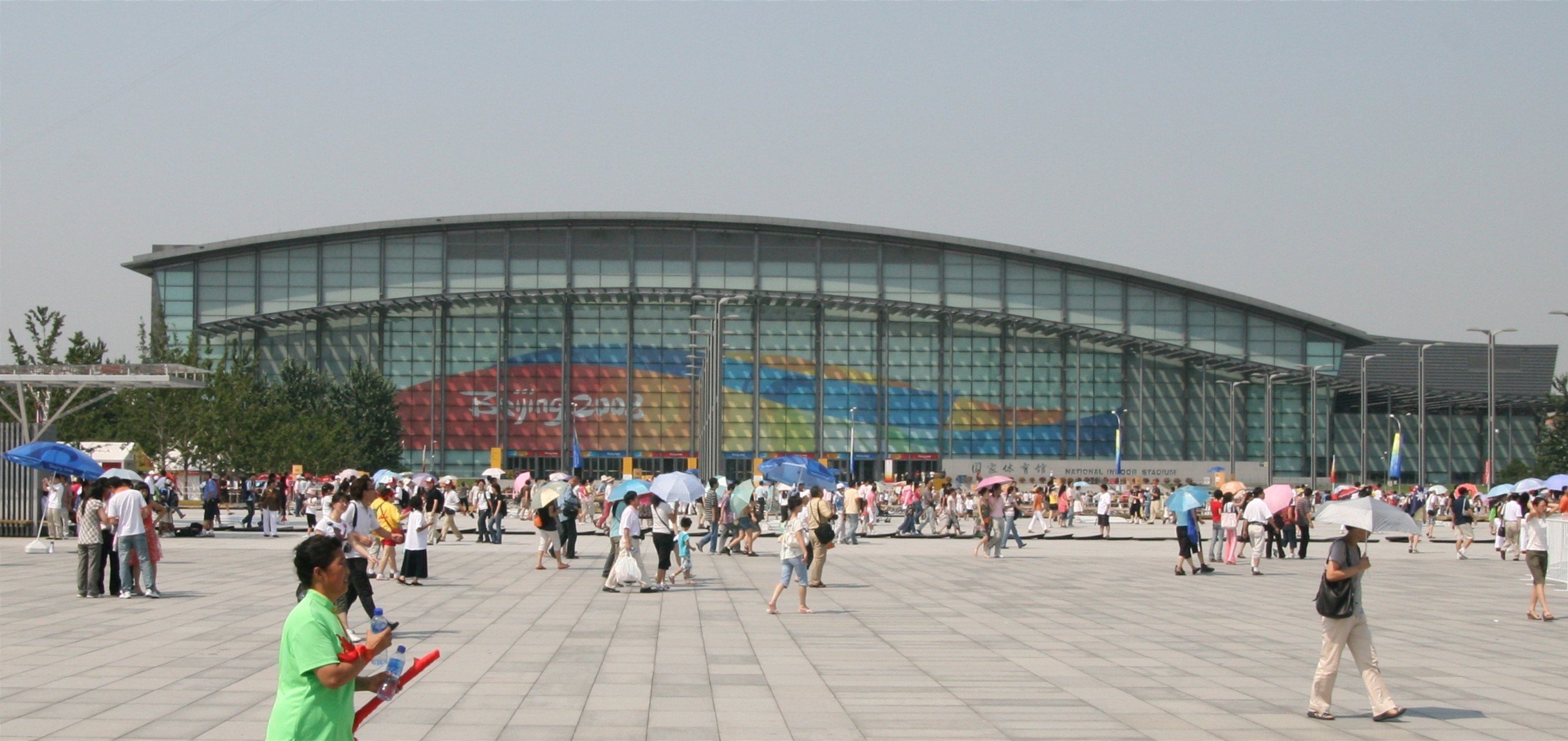
Nationales Hallenstadion
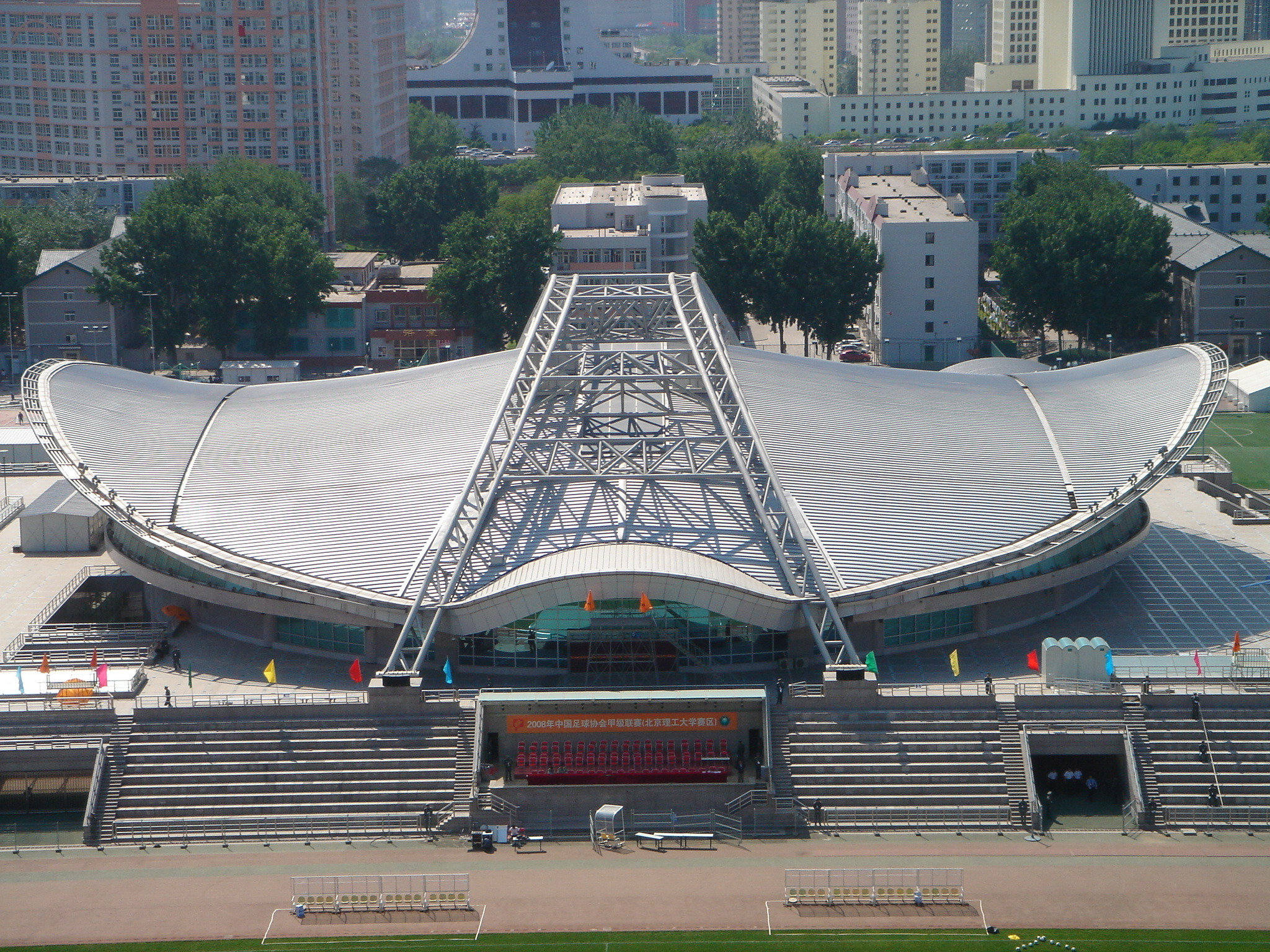
Technische Universität

## Zeremonien

### Eröffnungsfeier

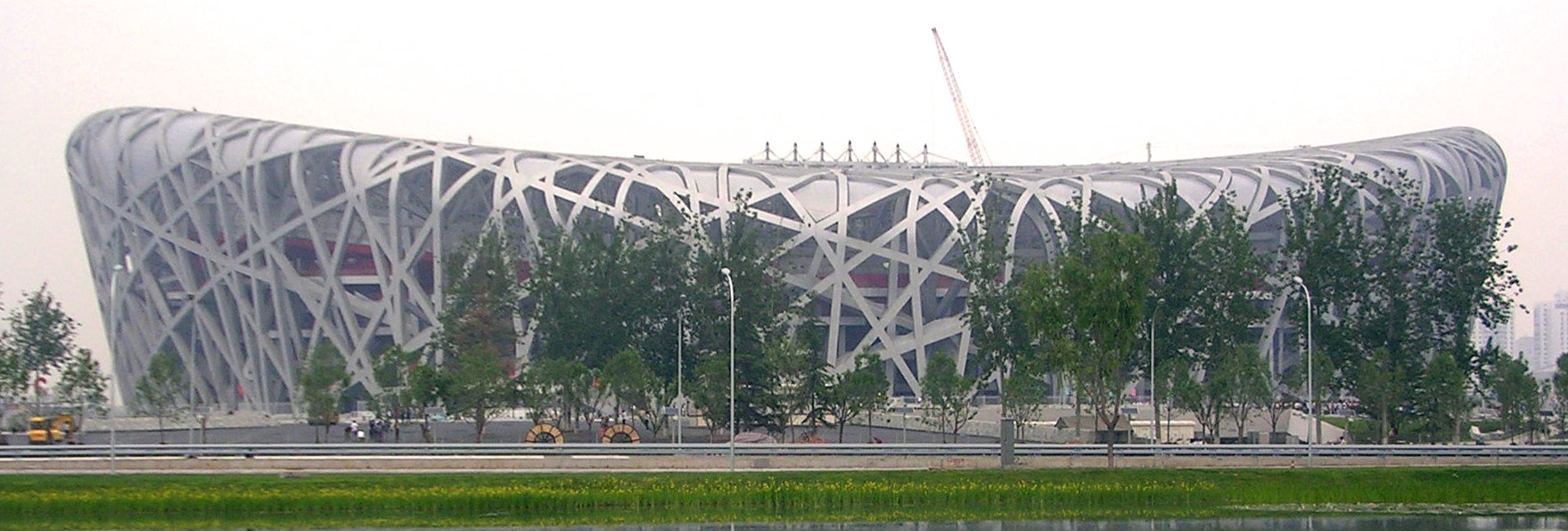
Im Nationalstadion in Peking (auch als „Vogelnest“ bezeichnet) fanden neben den Leichtathletik-Wettbewerben auch die Eröffnungs- und Abschluss-Feier statt.

Die Eröffnungsfeier der Paralympics 2008 fand am 6. September 2008 statt. Sie wurde von Zhang Yimou geleitet, der auch schon die Regie bei den Zeremonien der Olympischen Sommerspiele 2008 führte. Eingeleitet wurde die Veranstaltung mit einem kurzen Show-Abschnitt, in dem 1000 Darsteller sieben farbige Laufbahnen symbolisierten und dann das Logo der Paralympics darstellten. Daran schloss sich der Einmarsch von 147 der 148 teilnehmenden Nationen an, der etwa 90 Minuten dauerte. Die Fahnenträgerin der deutschen Mannschaft war Conny Dietz.
Es folgte der große Showteil, der mit Luftakrobatik eines Sonnenvogels und dem Auftritt eines blinden Sängers begann. Ein Gehörlosenballett trat auf, das in Gebärdensprache ein Lied an die Sterne vortrug. Dann folgte eine 12-jährige Balletttänzerin im Rollstuhl, die zur Musik von Maurice Ravels Boléro zusammen mit anderen Tänzern eine Choreographie vortrug. Zur Musik eines blinden Pianisten wurden Darstellungen der vier Jahreszeiten gezeigt. In einer sich anschließenden Massenchoreographie traten Kinder als Frösche, Löwen, Kühe und Enten auf. Dazu sollten die Zuschauer die charakteristischen Laute der Tiere mit ihnen ausgehändigten Accessoires nachahmen und so in die Show einbezogen werden. Unter Stoffbahnen die meiste Zeit des Auftritts verborgene Tänzerinnen trugen daran anschließend mit ihren Händen den Tanz der 1000 Hände vor.
An den Showteil schloss sich der offizielle Teil der Eröffnungsfeier an. Zuerst hielt Liu Qi, der Präsident des Organisationskomitees, eine Rede, in der er die Athleten und Zuschauer willkommen hieß und die Bedeutung des Behindertensports betonte. Zudem hob er die Bedeutung der Paralympics für Fortschritt und Entwicklung heraus. Dann sprach der Präsident des Internationalen Paralympischen Komitees, Sir Philip Craven, der an die chinesischen Erdbebenopfer erinnerte und die Zusammenarbeit mit China in der Vorbereitung lobte. Es folgte die offizielle Eröffnung der Paralympics durch den chinesischen Präsidenten Hu Jintao. Daran anschließend wurde das offizielle Lied der Paralympics 2008 Flying with the Dream vorgetragen, bevor die Flagge der Paralympics von erfolgreichen ehemaligen paralympischen Athleten ins Stadion getragen und unter Erklingen der paralympischen Hymne gehisst wurde. Den Eid für die Sportler sprach Wu Chunmiao, den für die Kampfrichter Hao Guohua. Den letzten Teil der Veranstaltung machte die Entzündung des olympischen Feuers aus. Die Fackel wurde unter anderem von Jin Jing, die beim Fackellauf für die Olympischen Sommerspiele 2008 in Paris von Demonstranten angegriffen worden war, durch das Stadion getragen. Der Hochspringer Huo Bin zog sich im Rollstuhl an einer Seilwindenkonstruktion zum Stadiondach und entzündete das Feuer.

## Beteiligte Nationen
| - Ägypten (36) - Äthiopien (2) - Afghanistan (1) - Algerien (34) - Angola (10) - Argentinien (45) - Armenien (1) - Aserbaidschan (20) - Australien (168) - Bahrain (3) - Bangladesch (1) - Barbados (1) - Belarus (35) - Belgien (21) - Benin (1) - Bermuda (1) - Bosnien und Herzegowina (15) - Botswana (1) - Brasilien (199) - Bulgarien (10) - Burkina Faso (1) - Burundi (3) - Chile (5) - Costa Rica (2) - Chinesisch Taipeh (Taiwan) (17) - Dänemark (40) - Deutschland (170) - Dominikanische Republik (2) - Ecuador (2) - Elfenbeinküste (3) - El Salvador (1) - Estland (3) - Färöer (1) - Fidschi (1) - Finnland (32) - Frankreich (130) - Gabun (1) - Ghana (2) - Georgien (1) - Griechenland (72) - Großbritannien (216) - Guatemala (1) - Guinea (8) - Haiti (1) - Honduras (2) - Hongkong (23) - Indien (5) - Indonesien (3) - Iran (75) - Irak (20) | - Irland (45) - Island (5) - Israel (45) - Italien (86) - Jamaika (4) - Japan (168) - Jordanien (12) - Kambodscha (1) - Kanada (155) - Kap Verde (1) - Kasachstan (3) - Katar (2) - Kenia (18) - Kirgisistan (1) - Kolumbien (12) - Kroatien (27) - Kuba (35) - Kuwait (8) - Laos (1) - Lesotho (1) - Lettland (18) - Libanon (1) - Litauen (27) - Luxemburg (1) - Libyen (3) - Macau (2) - Madagaskar (1) - Malaysia (11) - Mali (1) - Malta (1) - Marokko (18) - Mauritius (2) - Mazedonien (2) - Mexiko (73) - Moldau (1) - Mongolei (4) - Montenegro (1) - Myanmar (3) - Namibia (1) - Nepal (1) - Neuseeland (30) - Niederlande (81) - Niger (1) - Nigeria (24) - Norwegen (27) - Österreich (38) - Oman (1) - Osttimor (1) - Pakistan (6) - Palästina (2) | - Panama (2) - Papua-Neuguinea (2) - Peru (3) - Philippinen (3) - Polen (85) - Portugal (52) - Puerto Rico (3) - Ruanda (1) - Rumänien (5) - Russland (149) - Sambia (1) - Samoa (1) - Saudi-Arabien (4) - Schweden (64) - Schweiz (27) - Senegal (2) - Serbien (14) - Simbabwe (2) - Singapur (6) - Slowakei (37) - Slowenien (26) - Spanien (145) - Sri Lanka (5) - Südafrika (58) - Südkorea (85) - Suriname (1) - Syrien (5) - Tadschikistan (2) - Tansania (1) - Thailand (45) - Tonga (1) - Tschechien (57) - Tunesien (39) - Türkei (16) - Turkmenistan (3) - Uganda (1) - Ukraine (126) - Ungarn (33) - Uruguay (3) - Usbekistan (2) - Vanuatu (1) - Venezuela (35) - Vereinigte Arabische Emirate (6) - Vereinigte Staaten (205) - Vietnam (9) - Volksrepublik China (345) - Zentralafrikanische Republik (1) - Zypern (5) |

In Klammern steht die Zahl der teilnehmenden Athleten.

## Sportarten und Zeitplan
Während dieser Sommer-Paralympics wurden 472 Wettkämpfe in 20 Sportarten ausgetragen.
Legende zum nachfolgend dargestellten Wettkampfprogramm:
|  | Eröffnungs- und Abschluss-Zeremonie |  | Qualifikationswettkämpfe |  | Finalentscheidungen |

Letzte Spalte: Gesamtanzahl der Entscheidungen in den einzelnen Sportarten
| Eröffnung                  |    |    |    |    |     |     |     |     |     |     |     |     |        |
| Boccia                     |    |    |    | 4  |     |     | 3   |     |     |     |     |     | 7      |
| Bogenschießen              |    |    |    |    |     |     |     | 4   | 3   | 2   |     |     | 9      |
| 5er-Fußball                |    |    |    |    |     |     |     |     |     |     |     | 1   | 1      |
| 7er-Fußball                |    |    |    |    |     |     |     |     |     |     | 1   |     | 1      |
| Goalball                   |    |    |    |    |     |     |     |     | 2   |     |     |     | 2      |
| Judo                       |    | 4  | 4  | 5  |     |     |     |     |     |     |     |     | 13     |
| Leichtathletik             |    |    | 10 | 20 | 17  | 10  | 16  | 20  | 18  | 19  | 25  | 5   | 160    |
| Powerlifting (Bankdrücken) |    |    |    | 3  | 4   | 2   |     | 3   | 4   | 2   | 2   |     | 20     |
| Radsport                   |    | 5  | 5  | 7  | 4   |     | 15  | 4   | 4   |     |     |     | 44     |
| Reiten                     |    |    | 2  | 4  | 2   | 3   |     |     |     |     |     |     | 11     |
| Rollstuhlbasketball        |    |    |    |    |     |     |     |     |     | 1   | 1   |     | 2      |
| Rollstuhlfechten           |    |    |    |    |     |     |     |     | 3   | 3   | 2   | 2   | 10     |
| Rollstuhlrugby             |    |    |    |    |     |     |     |     |     |     | 1   |     | 1      |
| Rollstuhltennis            |    |    |    |    |     |     |     | 1   | 3   | 2   |     |     | 6      |
| Rudern ¹                   |    |    |    |    |     | 4   |     |     |     |     |     |     | 4      |
| Schießen                   |    | 2  | 2  | 2  | 2   | 2   | 2   |     |     |     |     |     | 12     |
| Schwimmen                  |    | 16 | 18 | 16 | 12  | 13  | 16  | 14  | 18  | 17  |     |     | 140    |
| Segeln                     |    |    |    |    |     |     |     | 3   |     |     |     |     | 3      |
| Sitzvolleyball             |    |    |    |    |     |     |     |     | 1   | 1   |     |     | 2      |
| Tischtennis                |    |    |    |    | 5   | 11  |     |     |     | 4   | 4   |     | 24     |
| Abschluss                  |    |    |    |    |     |     |     |     |     |     |     |     |        |
| Medaillenentscheidungen    |    | 27 | 41 | 61 | 46  | 45  | 52  | 49  | 56  | 51  | 36  | 8   | 472    |
| September                  | 6. | 7. | 8. | 9. | 10. | 11. | 12. | 13. | 14. | 15. | 16. | 17. |        |
|                            | Sa | So | Mo | Di | Mi  | Do  | Fr  | Sa  | So  | Mo  | Di  | Mi  | Gesamt |

¹ = Rudern war bei diesen Sommer-Paralympics erstmals als Sportart vertreten.